# جدا کننده

جداسازی آب از آب گل آلود

سرریزکردن یا جداسازی (decantation) فرایندی برای جداسازی مخلوطی از مایعات غیر قابل امتزاج و یا مخلوطی از یک مایع و جامد مانند یک سوسپانسیون است. طی این فرایند لایه رویی که چگالی کمتری دارد یا رسوب آن ته‌نشین شده است سرریز شده و بیرون ریخته می‌شود و لایه زیرین که مایعی چگال‌تر یا رسوب است بر جای می‌ماند.

## فرایندهای

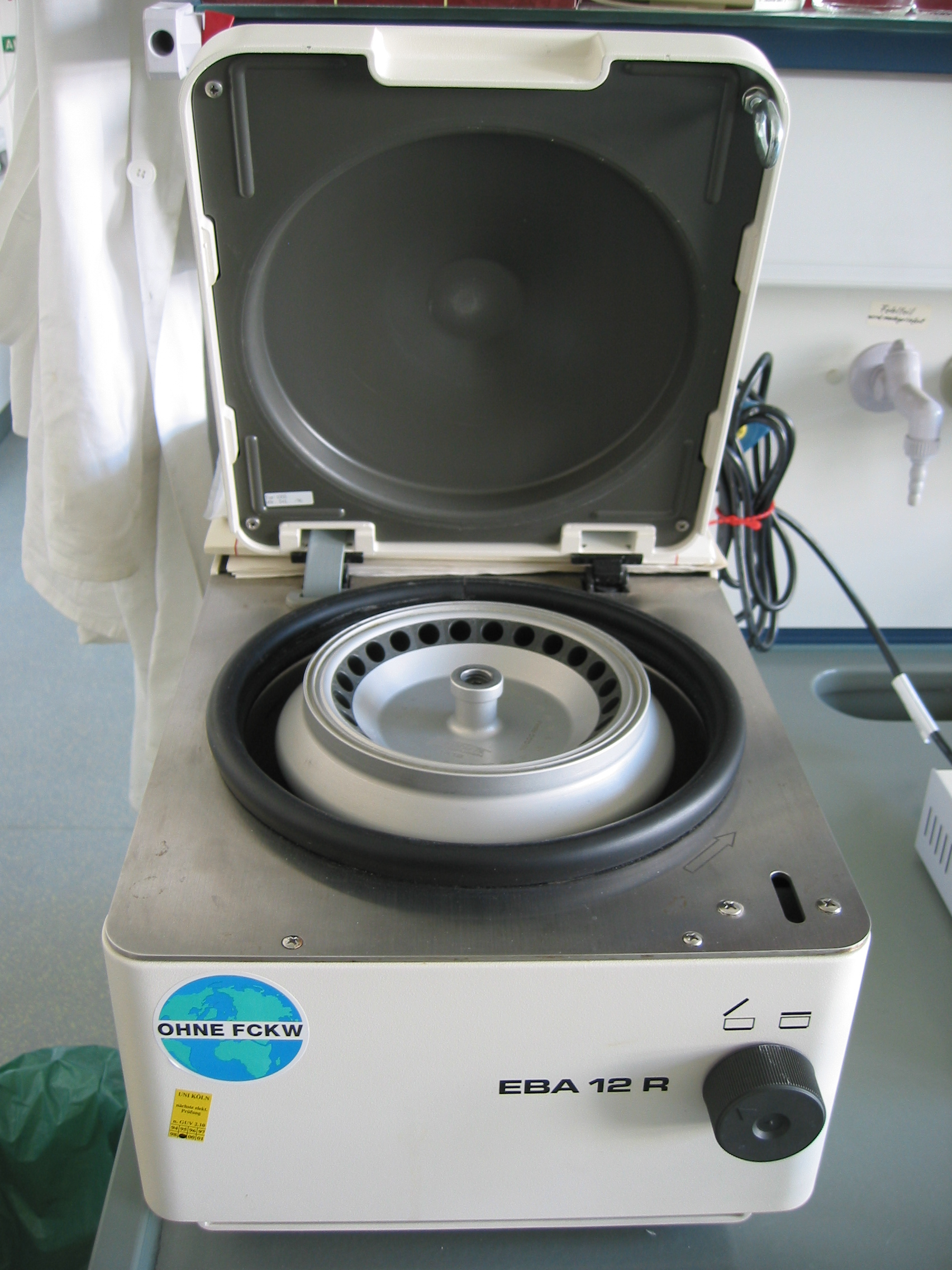
یک سانتریفیوژ

### مایع غیر قابل امتزاج جدایی
Decantation است استفاده می‌شود برای جدا کردن مایعات غیرقابل امتزاج است که تراکم‌های مختلف. برای مثال زمانی که مخلوطی از آب و روغن در حال حاضر در یک ظرف یک لایه مجزا بین دو قوام تشکیل شده‌است, با این روغن لایه‌های شناور در بالای لایه آب. این جدایی می‌تواند انجام شود با ریختن روغن از ظرف خروج آب ،  به‌طور کلی این روش ناقص جدایی آن را به عنوان دشوار است برای پور کردن تمام لایه بدون ریختن برخی از بخش‌هایی از لایه پایین.

## نمونه

Decantation است از شراب